# Tacca
Tacca és un gènere de plantes amb flors monocotiledònies dins l'ordre Dioscoreales, són plantes natives de regions tropicals d'Àfrica, Austràlia, i sud-est d'Àsia. Anteriorment aquest gènere estava tractat dins la seva pròpia família Taccaceae, però l'any 2003 el sistema de classificació APG II system l'incorporà dins la família Dioscoreaceae.

## Espècies cultivades
Diverses espècies del gènere són plantes ornamentals. La ben coneguda espècie T. chantrieri rep en anglès els noms de Black Bat Flower, Bat-head Lily, Devil Flower o Cat's Whiskers. També es cultiven les espècies Tacca integrifolia, T. pinnatifida leontopetaloides i T. cristata aspera.

## Algunes espècies
- Tacca ankaranensis Bard.-Vauc., 1997
- Tacca chantrieri André, 1901
- Tacca cristata Jack, 1821
- Tacca esquirolii (H. Lév.) Rehder, 1936
- Tacca gaogao Blanco, 1837
- Tacca hawaiiensis H. Limpr., 1928
- Tacca integrifolia Ker Gawl., 1812
- Tacca involucrata Schumach. & Thonn., 1827
- Tacca laevis Roxb., 1814
- Tacca leontopetaloides (L.) Kuntze, 1891
- Tacca minor Ridl., 1907
- Tacca palmata Blume
- Tacca paxiana H. Limpr., 1928
- Tacca pinnatifida J.R. Forst. & G. Forst., 1775
- Tacca pinnatifida subsp. involucrata (Schumach. & Thonn.) H. Limpr., 1902
- Tacca plantaginea (Hance) Drenth, 1972
- Tacca subflabellata P.P. Ling & C.T. Ting, 1982

## Galeria

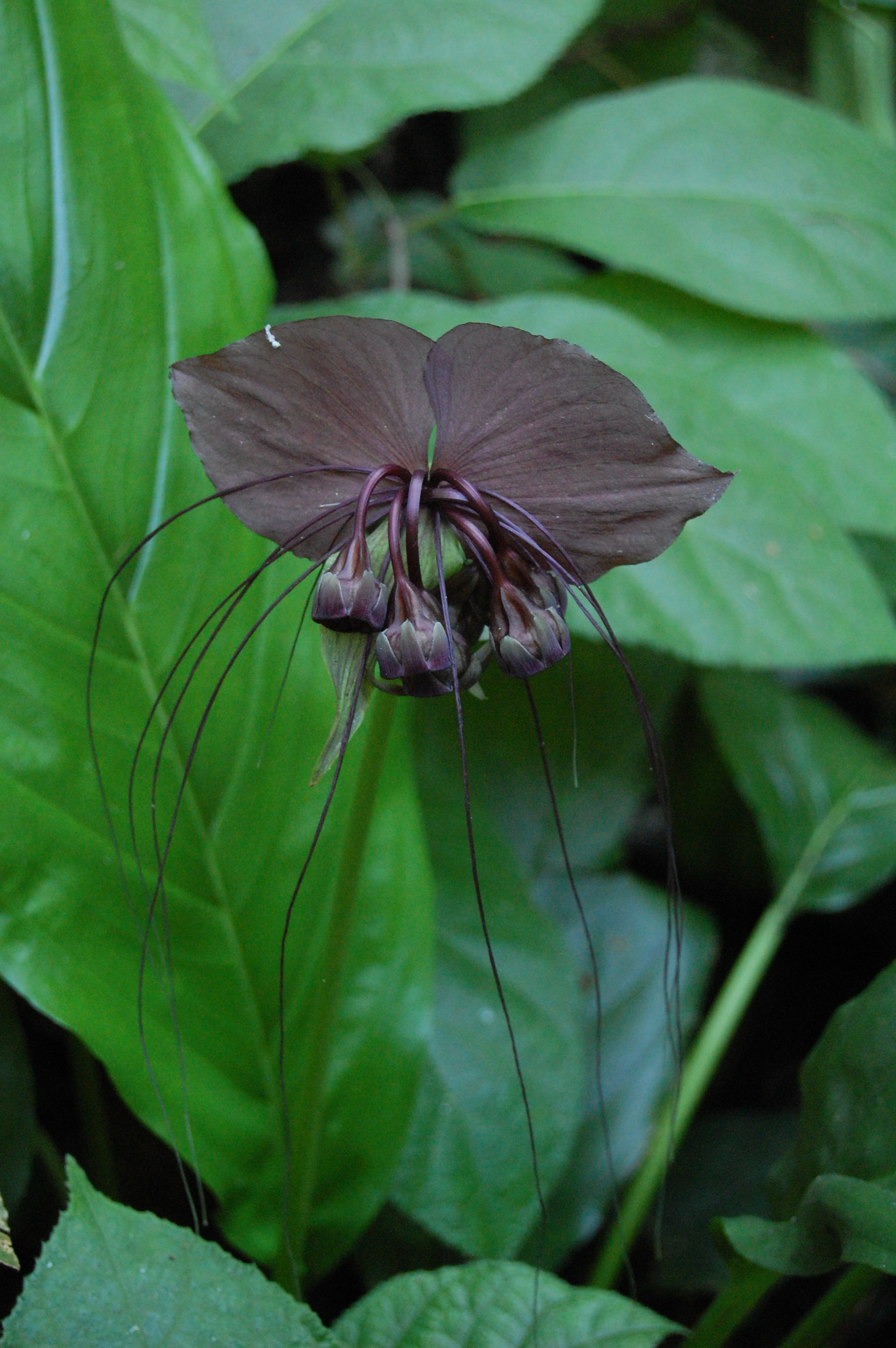
Black bat flower, Tacca chantrieri, flr
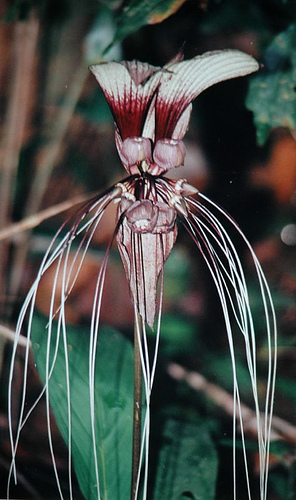
Tacca cristata, florida
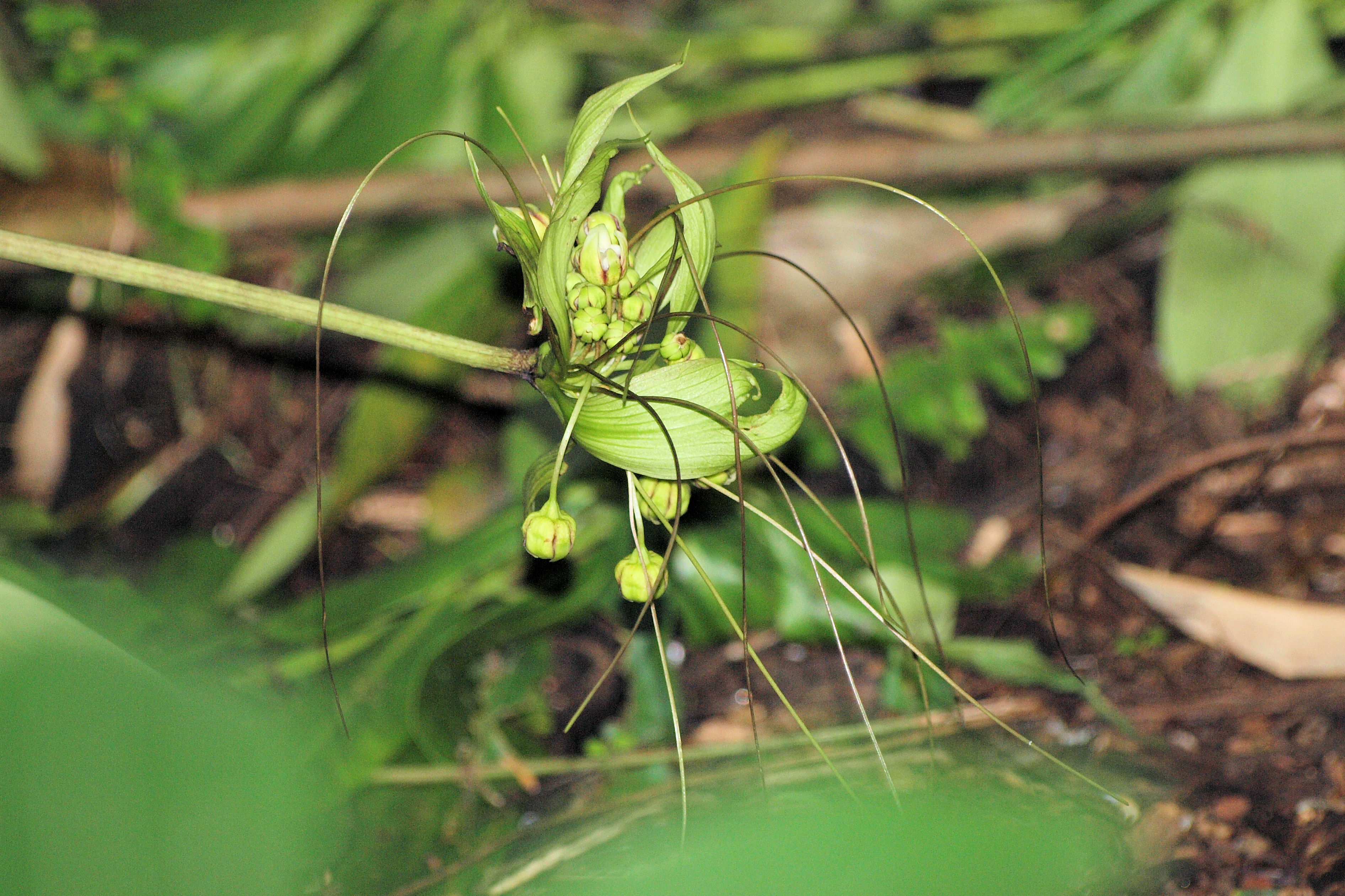
Ankarana arrowroot, Tacca ankaranensis, flor
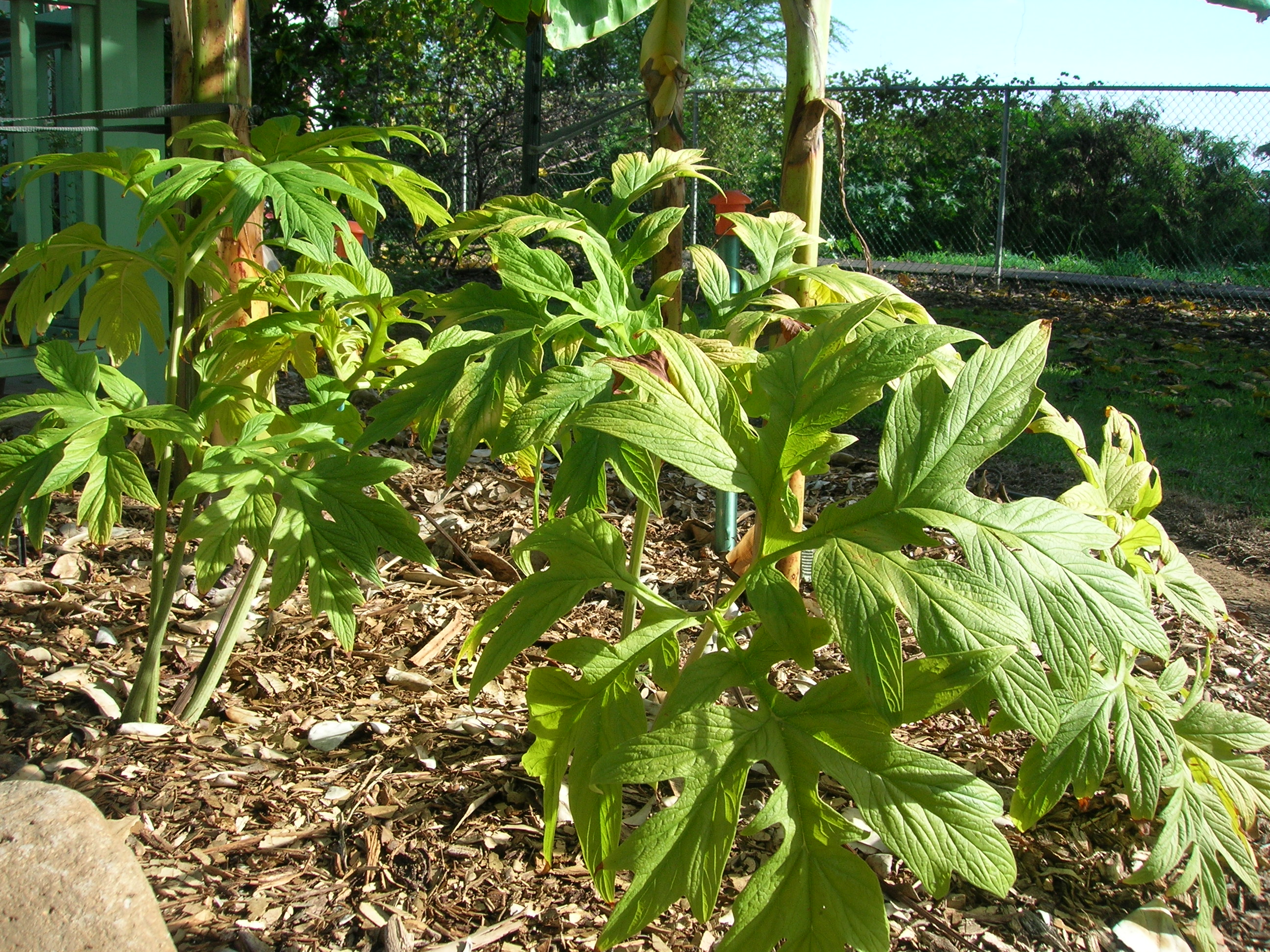
Polynesian arrowroot, Tacca leontopetaloides, plantes madures